# Adair (Oklahoma)
Adair és un poble dels Estats Units a l'estat d'Oklahoma. Segons el cens del 2000 tenia 704 habitants.

## Demografia
Segons el cens del 2000, Adair tenia 704 habitants, 272 habitatges, i 199 famílies. La densitat de població era de 26,8 habitants per km².
Dels 272 habitatges en un 36,8% hi vivien nens de menys de 18 anys, en un 57,7% hi vivien parelles casades, en un 12,1% dones solteres, i en un 26,8% no eren unitats familiars. En el 23,2% dels habitatges hi vivien persones soles el 8,5% de les quals corresponia a persones de 65 anys o més que vivien soles. El nombre mitjà de persones vivint en cada habitatge era de 2,59 i el nombre mitjà de persones que vivien en cada família era de 3,06.
Per edats la població es repartia de la següent manera: un 27,6% tenia menys de 18 anys, un 10,8% entre 18 i 24, un 26,1% entre 25 i 44, un 23,4% de 45 a 60 i un 12,1% 65 anys o més.
L'edat mediana era de 34 anys. Per cada 100 dones de 18 o més anys hi havia 91,7 homes.
La renda mediana per habitatge era de 35.250 $ i la renda mediana per família de 38.500 $. Els homes tenien una renda mediana de 31.313 $ mentre que les dones 17.500 $. La renda per capita de la població era de 14.388 $. Entorn del 10,5% de les famílies i el 12,3% de la població estaven per davall del llindar de pobresa.

## Poblacions més properes
El següent diagrama mostra les poblacions més properes.